# Ikechukwu Uche
Ikechukwu Uche (* 5. Januar 1984 in Aba) ist ein nigerianischer ehemaliger Fußballspieler. Der Stürmer stand zuletzt bei Gimnàstic de Tarragona unter Vertrag.

## Karriere

### Verein
Ikechukwu Uche kam 2001 vom nigerianischen Klub Iwuanyanwu Nationale zum spanischen Zweitligisten Racing de Ferrol. Er debütierte am 19. Januar 2003 gegen UD Levante und hatte bereits einen Monat später einen Stammplatz im Team. Sein erster Treffer gelang ihm am 23. Februar 2003 gegen Real Oviedo. Als Ferrol am Ende der Saison abstieg, wechselte er für 300.000 Euro zum Zweitligisten Recreativo Huelva. Er hatte von Beginn einen Stammplatz bei seinem neuen Verein und erzielte in den ersten beiden Spielzeiten insgesamt 22 Tore in 74 Einsätzen. In der Saison 2005/06 steigerte er seine Quote deutlich und wurde am Saisonende mit 20 Treffern in 28 Partien Torschützenkönig der zweiten Liga. Er hatte damit auch einen großen Anteil am Aufstieg als Zweitligameister in die Primera División.
In der höchsten Spielklasse des Landes kam er in seiner ersten Spielzeit mit Huelva auf acht Treffer und fünf Vorlagen bei 31 Einsätzen und belegte am Ende Rang acht mit Huelva in der Meisterschaft. Zur Saison 2007/08 wechselte er für eine unbekannte Ablösesumme zum Ligakonkurrenten FC Getafe und unterschrieb dort einen Drei-Jahres-Vertrag. Im Sommer 2009 zog er zu Real Saragossa weiter, das gerade in die Primera División aufgestiegen war. Dort verletzte er sich jedoch bereits am 2. Spieltag gegen den FC Sevilla schwer am Knie und gab erst am 34. Spieltag sein Comeback. In der Vorbereitung zur Saison 2010/11 verletzte er sich erneut am Knie und fiel bis zur Rückrunde aus.
Auch aufgrund der Verletzung konnte er sich in Saragossa nie wirklich durchsetzen und kam in zwei Spielzeiten gerade einmal auf 18 Ligaeinsätze. Zur Saison 2011/12 verpflichtete ihn der Ligakonkurrent FC Villarreal für vier Jahre, ist jedoch sofort an den Ligakonkurrenten und Aufsteiger FC Granada weiterverliehen worden.
Im Sommer 2015 wechselte er für eine Ablösesumme von rund 3,5 Millionen Euro zum mexikanischen Erstligisten Tigres UANL. Aufgrund von Verletzungsproblemen kam er dort jedoch lediglich zu einem Pflichtspieleinsatz, bei dem er ein Tor erzielte. Anfang 2016 wurde er bis zum Saisonende an den spanischen Erstligisten FC Málaga verliehen, für den er drei Ligaspiele bestritt, jedoch ohne Torerfolg blieb.
Im August 2016 unterzeichnete Uche einen Vertrag beim spanischen Zweitligisten Gimnàstic de Tarragona, für den er bis zu seinem Karriereende 2019 aktiv war. In dieser Zeit absolvierte er 75 Ligaspiele und erzielte 21 Tore.  Am 1. Juli 2019 beendete er offiziell seine aktive Laufbahn als Profifußballer.

### Nationalmannschaft
Uche debütierte unter Berti Vogts im August 2007 gegen Mazedonien in der nigerianischen Nationalmannschaft und gehörte wenige Monate später zum Aufgebot Nigerias beim Afrika-Cup 2008 in Ghana. Im Turnierverlauf kam er dort zu drei Einsätzen, darunter bei der 1:2-Niederlage im Viertelfinale gegen Gastgeber Ghana. In der Qualifikation zur Fußball-Weltmeisterschaft 2010 war Uche mit vier erzielten Toren gemeinsam mit Victor Obinna bester nigerianischer Torschütze. Für die WM-Endrunde wurde er von Trainer Lars Lagerbäck zwar in den 30-köpfige provisorische Aufgebot berufen, schaffte, auch bedingt durch seine bei Saragossa erlittene Knieverletzung, den Sprung in den 23 Spieler umfassenden WM-Kader aber nicht. Zuvor hatte er wegen dieser Verletzung bereits eine mögliche Teilnahme am Afrika-Cup 2010 verpasst.

## Sonstiges
Sein älterer Bruder Kalu (* 1982) ist ebenfalls Profifußballspieler.